# Vlag van Ternopil (oblast)

Vlag van Ternopil

De vlag van Ternopil is het symbool van de oblast Ternopil en werd op 21 december 2001 officieel in gebruik genomen.
De vlag, die een hoogte-breedteverhouding heeft van 2:3, is ingedeeld in een blauw veld en (daarboven) een gele horizontale baan. De gele baan neemt een derde van de hoogte van de vlag in. Rechts in het blauwe veld staan een zwaard en een sleutel die samen een kruis vormen. In de gele baan staan drie torens afgebeeld. Alle elementen van de vlag komen ook voor in het oblastwapen en de vlag is zodoende een banier van het wapen.
De drie torens staan voor de historische regio's Galicië, Podolië en Wolynië. De oblast Ternopil is samengesteld uit delen van deze gebieden. De sleutel en het zwaard symboliseren de belangrijke strategische positie van de regio.